# Fstream
fstream (сокращение от «FileStream») — заголовочный файл из стандартной библиотеки C++, включающий набор классов, методов и функций, которые предоставляют интерфейс для чтения/записи данных из/в файл. Для манипуляции с данными файлов используются объекты, называемые потоками («stream»).
Функции, включенные в данный файл, позволяют производить чтение из файлов как побайтово, так и блоками, и записывать так же. В комплект включены все необходимые функции для управления последовательностью доступа к данным файлов, а также множество вспомогательных функций.

## Общедоступные функции
Это корневые функции библиотеки, не вошедшие ни в один из основных классов. Они используются довольно часто и могут быть применимы ко всем объектам потоков в каждом из классов.
- rdbuf. Все объекты fstream могут быть ассоциированы с объектом буфера файлов filebuf. Чтобы сопоставить объект класса fstream с объектом буфера, используют функцию rdbuf (без аргументов). Объект буфера предоставляет намного большие возможности по управлению данными в файле, чем стандартные функции подклассов fstream.

- open(). Этим методом можно открыть заданный файл, сопоставив его с одним из объектов потока. В зависимости от передаваемых аргументов, файл может быть открыт для чтения, для записи (либо для полной, либо для добавления данных), как бинарный, или как текстовый файл.

- is_open(). Функция, определяющая, открыт ли в данный момент файл, которому сопоставлен определенный объект потока. Возвращает булевское значение. Используется в основном для предотвращения ошибок доступа при попытке открыть уже использующийся файл. Без аргументов.

- close(). Функция закрывает файл, то есть прекращает доступ к нему, таким образом освобождая его для других функций или программ.

## Базовые классы
| ios_base | «InputOutputStream_Base», базовый класс всей иерархии классов потоков. Содержит общие функции, типы и классы, в основном представляющие собой флаги (индикаторы). Эти флаги используются функциями подклассов fstream и могут быть определены с помощью функций ios_base. |
| ios      | «InputOutputStream», основной подкласс, вместе с ios_base, определяющий все остальные подклассы библиотеки потоков. Содержит функции-флаги форматирования и обработки ошибок, а также некоторые функции, унаследованные от ios_base.                                      |
| ifstream | «InputFileStream», организовывает чтение данных из файла. Класс, функции которого используются для чтения файлов. |
| ofstream | «OutputFileStream», организовывает запись данных в файл. Класс, используемый для записи данных в файл. |